# Утембаев, Ержан Абулхаирович
Ержан Абулхаирович Утембаев (каз. Ержан Абдулхайырұлы Утембаев; 6 августа 1955, Алма-Ата, Казахская ССР, СССР — 24 июня 2018, Казахстан) — казахский государственный деятель. В разное время занимал должности заместителя премьер-министра (1999—2000), заместителя руководителя Администрации Президента, руководителя аппарата Сената Парламента Казахстана, председателя Агентства по стратегическому планированию и реформам. Член Совета Безопасности Республики Казахстан (1997—1998). 
В 2006 году был приговорён к 20 годам лишения свободы за организацию убийства Алтынбека Сарсенбаева, а также его водителя и охранника. В 2014 году приговор был пересмотрен, вина политика была переквалифицирована на пособничество в убийстве, а срок тюремного заключения сокращён до 13 лет, в том же году он был условно-досрочно освобождён, проведя в общей сложности 8 лет в заключении.

## Биография
Родился 6 августа 1955 года в городе Алма-Ата Казахской ССР. Получил высшее образование в Казахском государственном университете им. С. М. Кирова, который окончил в 1977 году. По специальности — математик, защитил кандидатскую диссертацию по экономике. 
В октябре 1995 года возглавил руководство аппаратом правительства Казахстана. В апреле 1996 года был переведён на должность заместителя председателя Высшего экономического совета при президенте. С марта 1997 года по октябрь 1999 года возглавлял Агентство по стратегическому планированию (с октября 1997 года  — Агентство по стратегическому планированию и реформам). В октябре 1999 года назначен заместителем премьер-министра. 
На посту вице-премьера руководил разработкой проекта Налогового кодекса Казахстана, был председателем межведомственной комиссии координировавшей разработку проекта. Руководил реформой пенитенциарной системы во время передачи её в ведение Министерства юстиции. Принимал активное участие в работе правительства, возглавлял межведомственую комиссию по работе с международными рейтинговыми агентствами, комиссию по формированию проекта государственного бюджета Казахстана на 2001 год, рабочую группу по подготовке государственной программы по борьбе с бедностью и безработицей. 20 декабря 2000 года был освобожден от должности в связи с переходом на работу заместителем руководителя администрации президента. 
С ноября 1997 года по август 1998 года являлся членом Совета безопасности, членом Национального совета по устойчивому развитию Республики Казахстан. Был председателем наблюдательного совета ЗАО ННК «Казахойл», представителем президента в правлении Национального банка. До 2006 года руководил аппаратом Сената Парламента Казахстана.

## Судебный процесс и тюремное заключение
13 февраля 2006 года на просёлочной дороге в Талгарском районе Алматинской области было совершено тройное убийство оппозиционного политика Алтынбека Сарсенбаева, его водителя и охранника. Исполнителем убийства по версии следствия был сотрудник спецслужб Рустам Ибрагимов, впоследствии приговорённый к высшей мере наказания — пожизненному заключению. Ержан Утембаев был обвинён как организатор этого преступления и приговорён к 20 годам лишения свободы. 
3 марта 2006 года в личном письме Назарбаеву Утембаев признал свою вину, мотивировав убийство оппозиционера защитой своей чести. В ноябре 2003 года, Сарсенбаев в своём интервью, данном казахстанской газете «Время», рассказал об одном эпизоде, случившемся во время его работы послом Казахстана в России. По его словам, из-за алкогольного опъянения главы казахстанской делегации, были сорваны российско-казахстанские переговоры с руководителем администрации президента России Волошиным. Сарсенбаев не называл никаких фамилий, но было известно, что делегацию возглавлял вице-премьер Ержан Утембаев. Согласно версии МВД, это интервью и стало причиной неприязни Утембаева к Сарсенбаеву. Дополнительным мотивом могло служить то обстоятельство, что вскоре после выхода интервью Утембаев был смещён на незначительный пост руководителя аппарата Сената и все его попытки вернуться в большую политику не возымели успеха. По данным следствия, для того, чтобы рассчитаться с исполнителем заказного убийства Утембаев взял кредит в банке. Также стало известно о причастности к похищению оппозиционного политика подразделения специального назначения «Арыстан», что привело к массовым отставкам в руководстве КНБ.
Отбывал наказание в исправительном учреждении ЕЦ-166/10. 
В декабре 2013 года, по заявлению Генеральной прокуратуры, Рустам Ибрагимов дал новые показания о заказчиках убийства, указав на Рахата Алиева и Альнура Мусаева, бывшего председателя КНБ. При этом, Ержан Утембаев фигурировал в показаниях Ибрагимова как заказчик избиения Алтынбека Сарсенбаева. Согласно вновь открывшимся обстоятельствам, Утембаев, зная о готовившемся убийстве Сарсенбаева, передал 60 000 долларов исполнителю убийства, которые были потрачены им на организацию преступления. 3 февраля 2014 года, дело Утембаева было пересмотрено, его вина была переквалифицирована на пособничество в совершении убийства, а срок тюремного заключения сокращён до 13 лет. В этом же году, суд удовлетворил ходатайство Утембаева по УДО, и он был освобождён, проведя в общей сложности 8 лет в заключении.
Скончался 24 июня 2018 года.